# The Inner Chamber
The Inner Chamber é um filme mudo do gênero drama romântico produzido nos Estados Unidos e lançado em 1921. É atualmente considerado filme perdido.